# سامسون امبینگویی
سامسون امبینگویی (انگلیسی: Samson Mbingui؛ زادهٔ ۹ فوریهٔ ۱۹۹۲) بازیکن فوتبال اهل گابن است.
از باشگاه‌هایی که در آن بازی کرده‌است می‌توان به باشگاه فوتبال آفریقایی و باشگاه فوتبال مولودیه الجزایر اشاره کرد.
وی همچنین در تیم‌های ملی فوتبال Gabon national under-23 football team و گابن بازی کرده‌است.